# Evangelický hřbitov v Sádku (okres Svitavy)
Evangelický hřbitov v Sádku se nachází v obci Sádek (okres Svitavy), na západním okraji centra obce, ve svahu nad Bílým potokem. Má rozlohu 672 m² (bez pozemků se vstupní branou a márnicemi a před touto branou).
V Sádku byl založen původní evangelický (reformovaný) hřbitov roku 1783 na pozemku západně od centra obce. Ohraničen byl jen plaňkovým plotem, později opatřen kamennou zídkou. Roku 1931 zrušen, osázen smrčky. Do dnešní doby se z něj zachovala pouze kamenná obvodová zeď. 
Roku 1931 postavili evangelíci v Sádku nový hřbitov na pozemku rolníka Veleslava Vavříčka z č. p. 33, od něhož byl pozemek zakoupen. Plány a stavbu provedl stavitel Vilém Bandouch z Poličky. Slavnost posvěcení nového hřbitova v Sádku se konala v neděli 30. srpna 1931; slavnostní kázání pronesl mj. senior Josef Souček. Hřbitov má výraznou vstupní bránu se dvěma márnicemi a je obehnán cihlovou zdí.
Vlastníkem hřbitova je Farní sbor Českobratrské církve evangelické v Poličce.